# Krauchenwies
Krauchenwies is een plaats in de Duitse deelstaat Baden-Württemberg, en maakt deel uit van het Landkreis Sigmaringen.
Krauchenwies telt 5.011 inwoners.

## Plaatsen in de gemeente Krauchenwies
- Ablach
- Bittelschieß
- Ettisweiler
- Göggingen
- Hausen am Andelsbach
- Krauchenwies (hoofddorp)

Bad Saulgau ·
Beuron ·
Bingen ·
Gammertingen ·
Herbertingen ·
Herdwangen-Schönach ·
Hettingen ·
Hohentengen ·
Illmensee ·
Inzigkofen ·
Krauchenwies ·
Leibertingen ·
Mengen ·
Meßkirch ·
Neufra ·
Ostrach ·
Pfullendorf ·
Sauldorf ·
Scheer ·
Schwenningen ·
Sigmaringen ·
Sigmaringendorf ·
Stetten am kalten Markt ·
Veringenstadt ·
Wald